# Dalilah Polanco
Dalilah Esthela Pérez Polanco conocida artísticamente como Dalilah Polanco (Guasave, Sinaloa, México; 27 de noviembre de 1971) es una actriz mexicana, hija del cantante y músico regional mexicano fundador del Mariachi 2000, Cutberto Pérez y de la bailarina de ballet folclórico, Aída Polanco.

## Biografía
Dalílah Polanco debutó como actriz en el mundo de la televisión. En 1995 apareció como una quinceañera en la telenovela La paloma y en Mujer, casos de la vida real. Como cuarto trabajo relacionado con las telenovelas, apareció en El privilegio de amar en el año 1998 y en Mi destino eres tú (2000). En el 2003 participó en la serie mexicana La familia P. Luche interpretando a Martina, papel que le dio gran reconocimiento en la televisión mexicana.
Entre los últimos trabajos de Dalilah Polanco en televisión figuran las series Los exitosos Pérez, Querida enemiga, Palabra de mujer, XHDRBZ, La rosa de Guadalupe y Por ella soy Eva.
Condujo el matutino De buenas junto a Héctor 'El apio' Quijano y Martha Guzmán, programa que se emitió de lunes a viernes por el Canal Mexiquense TV. 
Además forma parte del elenco de Mentiras: el musical y también formó parte del elenco Mame, el musical.

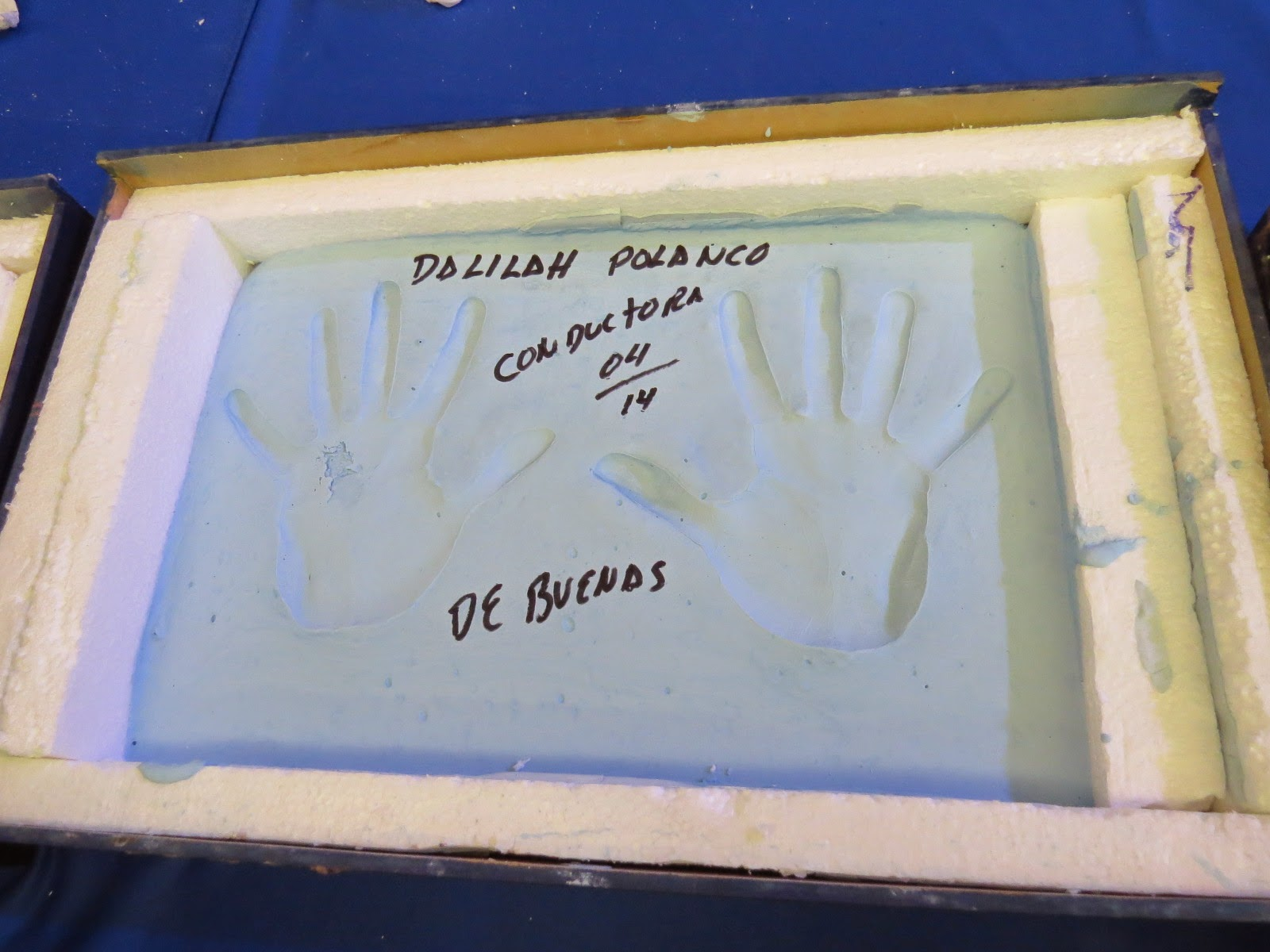
Huellas de Dalilah Polanco en la Plaza de las Estrellas.

## Filmografía

### Telenovelas
- Eternamente amándonos (2023) - Eva Gómez[1]
- Los ricos también lloran (2022) - Isabela "Chabela" Pérez de Domínguez[2]
- Médicos, línea de vida (2019-2020) - Luz González[3]
- Por amar sin ley (2019) - Estefanía Córdova
- Por ella soy Eva (2012) - Lucía Zárate
- Camaleones (2009-2010) - Herminia
- Querida enemiga (2008) - Greta
- Palabra de mujer (2007) - Irma López
- Al diablo con los guapos (2007) - Ernestina
- Apuesta por un amor (2004-2005) - Juana
- Clase 406 (2002-2003)
- Cómplices al rescate (2002) - Nina Kuti Kuti
- Mi destino eres tú (2000) - Noemí
- El privilegio de amar (1998-1999) - Casilda
- La paloma (1995) - Armida
- Valentina (1993-1994) - Consuelito
- Monte Calvario (1986) - Chole

### Programas
- La casa de los famosos México Temp. 3 (2025) - Participante[4]
- Candy Cruz (2023)[5]
- Chavorrucos (2023) - Dra. Regina Vargas[6]
- Cuéntamelo ya (2021-2025) - Conductora
- Relatos Macabrones (2020-2021) - Esposa / Doctora, Princesa[7]
- DL y Compañía (2020) - Ella misma
- Simón dice (2018-2019) - Beatriz
- El Privilegio de Mandar (2017-2018) - Claudia Sheinbaum, Juana
- Los González (2016) - Maribel González
- Como dice el dicho (2011-2013) - Norma
- María de todos los Ángeles (2013) - Zitlalli
- La rosa de Guadalupe (2012) - Marcela / Lucía / Blanca
- Mujeres asesinas (2010) - Nora
- Adictos (2009) - Nina
- Secretos (2008)
- XHDRBZ (2002) - Varios personajes
- Hospital El Paisa (2004) - Dra Paz Arce de Vergara
- La familia P. Luche (2002-2007) - Martina de Galax
- Picardía Mexicana - Cantante y Bailarina
- Mujer, casos de la vida real (1995-2004)

### Cine
- Ver, oír y callar (2004)
- La hija del caníbal (2003) - Madre 1
- Doble indemnización (1996) - Vanessa
- Bonita (1996)

### Teatro
- La estética del crimen (2017-2019)
- Orinoco (2016)
- Mame, el musical (2014/2015)
- Mentiras, el musical (2012-presente)
- Defendiendo a la mujer cavernícola
- Divorciadas
- Ni princesas ni esclavas
- Confesiones de mujeres de 30
- Sólo quiero hacerte feliz
- Orgasmos, la comedia
- Los monólogos de la vagina
- Chicas católicas
- Todos tenemos problemas sexuales
- En Roma el amor es broma
- La historia de Hassan
- Godspell
- Ahí va la novia
- Un tipo con suerte
- La jaula de las locas
- Dos Locas de Remate (2024-presente)

### Radio
- Despierta EXA FM (2010-2014) - Locutora